# Western di cose nostre
Western di cose nostre è una miniserie televisiva del 1984, basata sull'omonima opera letteraria di Leonardo Sciascia.

## La fiction
È una co-produzione italo-francese di Rai (che fu l'azienda di produzione maggioritaria) e Antenne 2. È composta da due puntate che vennero trasmesse in prima visione su Rai 2 il 13 e il 20 gennaio 1984.
Diretta da Pino Passalacqua, questa miniserie ha un cast composto da Domenico Modugno, Raymond Pellegrin, Gabriella Saitta, Biagio Pelligra, Sergio Castellitto, Italo Dall'Orto, Gianluca Favilla, Angela Goodwin e Philippe Lemaire.
Come è accaduto anche per altre miniserie composte da due puntate, questa opera audiovisiva è stata talvolta replicata in un'unica puntata, e per questo è stata impropriamente classificata come film per la TV.
Nel 1993 uscì un cortometraggio omonimo, diretto da Mariano Lamberti.